# Охаби-Великі
Охаби-Великі (пол. Ochaby Wielkie) — село в Польщі, у гміні Скочув Цешинського повіту Сілезького воєводства.
Населення — 932 особи (2011).

## Демографія
Демографічна структура станом на 31 березня 2011 року:
|          | Загалом | Допрацездатний вік | Працездатний вік | Постпрацездатний вік |
| -------- | ------- | ------------------ | ---------------- | -------------------- |
| Чоловіки | 449     | 88                 | 321              | 40                   |
| Жінки    | 483     | 107                | 292              | 84                   |
| Разом    | 932     | 195                | 613              | 124                  |